# Styggkärret
Styggkärret este o arie protejată (arie specială de conservare — SAC, sit de importanță comunitară — SCI) din Suedia întinsă pe o suprafață de 373,7 ha, integral pe uscat.

## Localizare
Centrul sitului Styggkärret este situat la coordonatele 59°57′57″N 17°17′54″E / 59.9658°N 17.2984°E.

## Înființare
Situl Styggkärret a fost declarat sit de importanță comunitară în ianuarie 1998 pentru a proteja 2 specii de plante. Situl a fost protejat și ca arie specială de conservare în martie 2011.

## Biodiversitate
Situată în ecoregiunea boreală, aria protejată conține 6 habitate naturale: Păduri caducifoliate de mlaștină fino-scandinave, Mlaștini turboase de tranziție și turbării mișcătoare, Taiga vestică, Păduri fino-scandinave bogate în ierburi cu Picea abies, Mlaștini împădurite, Păduri caducifoliate bătrâne naturale hemiboreale fino-scandinave (Quercus, Tilia, Acer, Fraxinus sau Ulmus) bogate în specii epifite.
La baza desemnării sitului se află mai multe specii protejate de  plante (2): Buxbaumia viridis, mușchi (Dicranum viride).